# S/2004 S 34
S/2004 S 34 — естественный спутник Сатурна. Его открытие было объявлено Скоттом Шеппардом, Дэвидом Джуиттом и Дженом Клина 8 октября 2019 года из наблюдений, проведённых в период с 12 декабря 2004 года по 21 марта 2007 года. Постоянное название ему было присвоено в августе 2021 года.
Диаметр S/2004 S 34 — около 3 км, большая полуось —  24 358 900 км, период обращения — 1412,5 земных суток, обращается вокруг Сатурна с прямым направлением под наклоном 165,7° к плоскости эклиптики, эксцентриситет орбиты — 0,267.